# Britta Steffen
Britta Steffen (Schwedt, 16 novembre 1983) è un'ex nuotatrice tedesca, specialista delle distanze veloci dello stile libero. 
Ha rappresentato la Germania alle quattro edizioni dei Giochi olimpici estivi da Sydney 2000 a Londra 2012, vincendo due ori a Pechino 2008 e un bronzo nell'edizione australiana. Ha realizzato i primati mondiali nei 50 m e 100 m stile libero.

## Biografia
Ha rappresentato la Germania ai Giochi olimpici estivi di Sydney 2000, dove ha vinto una medaglia di bronzo nella staffetta 4x200 m stile libero femminile, scendendo in acqua solo le batterie. 
Ha fatto la sua seconda apparizione alle Olimpiadi a Atene 2004, gareggianto nella 4x100 m stile libero. Al termine della rassengna olimpica prende un anno di riposo per concentrarsi sugli studi. 
Agli europei di Budapest 2006, ha vinto con il tempo di 53"30 i 100m stile libero femminili, battendo così l'allora record mondiale di 53"42 stabilito dall'australiana Libby Lenton.
Ai mondiali di Melbourne 2007 è arrivata terza nei 100 metri stile libero e seconda nella staffetta 4×200 m stile libero.
Ha rappresentato la Germania alle Olimpiadi estive di Pechino 2008, in Cina, vincendo i 100 metri stile libero, catturando all'ultimo colpo l'australiana Libby Trickett detentrice del record mondiale. Steffen ha toccato in 53"12 secondi. Ha poi battuto Dara Torres vincendo l'oro dei 50 metri stile libero con un tempo di 24"06 secondi, vincendo per 0,01 secondi.
Ai mondiali di Roma 2009, ha segnato 52"07 nei 100 m stile libero, battendo il primato mondiale della specialità e superando il precedente record di 52"22 da lei stabilito quattro giorni prima. Due giorni dopo, il 2 agosto 2009, ha vinto il suo secondo titolo nei 50 m stile libero, battendo il record mondiale con un tempo di 23"73 secondi.
Alle Olimpiadi a Londra 2012 ha gareggiato nei 50 e 100 m stile libero e nelle staffette 4x100 m stile libero e 4x100 m misti.

## Palmarès
- Olimpiadi

Sydney 2000: bronzo nella 4x200m sl.
Pechino 2008: oro nei 50m sl e nei 100m sl.
- Mondiali

Melbourne 2007: argento nella 4x200m sl e bronzo nei 100m sl.
Roma 2009: oro nei 50m sl e nei 100m sl, argento nella 4x100m sl e bronzo nella 4x100m misti.
Shanghai 2011: bronzo nella 4x100m sl.
- Mondiali in vasca corta

Atene 2000: argento nella 4x100m sl.
Istanbul 2012: oro nei 100m sl.
- Europei

Budapest 2006: oro nei 50m sl, nei 100m sl, nella 4x100m sl e nella 4x200m sl e argento nella 4x100m misti.
Debrecen 2012: oro nei 50m sl, nella 4x100m sl e nella 4x100m misti e argento nei 100m sl.
- Europei in vasca corta

Lisbona 1999: argento nella 4x50m sl.
Valencia 2000: bronzo nella 4x50m sl.
Dublino 2003: bronzo nella 4x50m sl.
Debrecen 2007: oro nei 100m sl e nella 4x100m misti, argento nei 50m sl e nella 4x50m sl.
Eindhoven 2010: argento nella 4x50m sl e nella 4x50m misti, bronzo nei 50m sl e nei 100m sl.
Stettino 2011: oro nei 50m sl, nei 100m sl e nella 4x50m sl.
- Universiadi

Bangkok 2007: oro nei 50m sl e nei 100m sl e bronzo nella 4x100m sl.

## Riconoscimenti
- LEN Award: 2009